# Unai Gómez
Unai Gómez Etxebarria (Bermeo, Vizcaya, 25 de mayo de 2003) es un futbolista español que juega de centrocampista en el Athletic Club de la Primera División.

## Trayectoria

### Bermeo FT, Lezama y Danok Bat
Criado en el barrio de La Tala de Bermeo, comenzó su formación como futbolista en edad benjamín en el Bermeo FT, donde coincidió con Mikel Jauregizar que además era su compañero en la Ikastola Eleizalde.En 2014 dio el salto a las categorías inferiores del Athletic Club, aunque fue descartado en 2016 por su baja estatura.Unai decidió continuar su carrera deportiva en el Danok Bat a las órdenes de Joseba Núñez.Dos años después, en 2018, tuvo la opción de incorporarse a una cantera de un club de Primera División, pero Joseba y sus padres le animaron a seguir en el Danok Bat y que, dando un buen rendimiento, podría volver al Athletic.Finalmente así fue y en 2019 regresó a Lezama para jugar en el juvenil rojiblanco, donde tuvo a Joseba Núñez otra vez como entrenador. Tras cumplir solo dos temporadas como juvenil, en la temporada 2021-22 ascendió al CD Basconia, segundo filial del Athletic.Un año más tarde promocionó al Bilbao Athletic de Primera Federación.Durante dicha temporada fue convocado en varias ocasiones por Ernesto Valverde, sin llegar a debutar con el primer equipo.

### Athletic Club

#### 2023-24
En el verano de 2023 fue uno de los escogidos por Ernesto Valverde para realizar la pretemporada con el Athletic Club,donde fue uno de los jugadores más destacados. Además, en su primer encuentro amistoso como titular marcó un gol ante el Celtic FC. El 12 de agosto debutó como titular en San Mamés, en Primera División, en la derrota ante el Real Madrid (0-2).El 27 de agosto marcó su primer gol como profesional para certificar el triunfo frente al Real Betis (4-2).El 20 de octubre renovó su contrato con el Athletic Club hasta junio de 2028.El 20 de diciembre anotó el gol de la victoria, en el minuto 94, al rematar de cabeza un despeje de Álvaro Valles frente a la UD Las Palmas (1-0).
El 6 de abril de 2024 se proclamó campeón de Copa del Rey al derrotar en la tanda de penaltis al RCD Mallorca (1-1).Unai sustituyó en el minuto 80 a Ruiz de Galarreta y tuvo un papel destacado en la prórroga.

#### 2024-25
El 15 de diciembre marcó su primer gol de la temporada en un empate a domicilio frente al Deportivo Alavés (1-1).El 4 de enero marcó el quinto y definitivo penalti en la tanda de dieciseisavos de final de Copa del Rey ante la UD Logroñés.El 22 de enero anotó el 1-1 parcial en la derrota, en el Tüpraş Stadyumu, frente al Beşiktaş JK (4-1) en UEFA Europa League.

## Selección nacional
El 15 de marzo de 2024 fue convocado por el seleccionador sub-21 Santi Denia para la disputa de dos encuentros clasificatorios para la Eurocopa sub-21 ante Eslovaquia y Bélgica.El 21 de marzo debutó en un amistoso ante Eslovaquia (0-2).

## Estadísticas

### Clubes
Actualizado al último partido disputado el 7 de noviembre de 2024.
| Club                     | Div.          | Temporada     | Liga  | Liga  | Copas nacionales | Copas nacionales | Copas internacionales | Copas internacionales | Total | Total |
| Club                     | Div.          | Temporada     | Part. | Goles | Part.            | Goles            | Part.                 | Goles                 | Part. | Goles |
| ------------------------ | ------------- | ------------- | ----- | ----- | ---------------- | ---------------- | --------------------- | --------------------- | ----- | ----- |
| C. D. Basconia · España  | 3.ª F         | 2021-22       | 33    | 5     | ―                | ―                | ―                     | ―                     | 33    | 5     |
| C. D. Basconia · España  | Total club    | Total club    | 33    | 5     | 0                | 0                | 0                     | 0                     | 33    | 5     |
| Bilbao Athletic · España | 1.ª F         | 2022-23       | 34    | 2     | ―                | ―                | ―                     | ―                     | 34    | 2     |
| Bilbao Athletic · España | 2.ª F         | 2023-24       | 1     | 0     | ―                | ―                | ―                     | ―                     | 1     | 0     |
| Bilbao Athletic · España | Total club    | Total club    | 35    | 2     | 0                | 0                | 0                     | 0                     | 35    | 2     |
| Athletic Club · España   | 1.ª           | 2023-24       | 25    | 2     | 8                | 0                | —                     | —                     | 33    | 2     |
| Athletic Club · España   | 1.ª           | 2024-25       | 32    | 1     | 2                | 0                | 13                    | 1                     | 47    | 2     |
| Athletic Club · España   | 1.ª           | 2025-26       | 0     | 0     | 0                | 0                | 0                     | 0                     | 0     | 0     |
| Athletic Club · España   | Total club    | Total club    | 57    | 3     | 10               | 0                | 13                    | 1                     | 80    | 4     |
| Total carrera            | Total carrera | Total carrera | 125   | 10    | 10               | 0                | 13                    | 1                     | 148   | 11    |

## Palmarés

### Campeonatos nacionales
| Título       | Equipo        | País   | Año  |
| ------------ | ------------- | ------ | ---- |
| Copa del Rey | Athletic Club | España | 2024 |